# Municipio de Butler (condado de Day)
El municipio de Butler (en inglés: Butler Township) es un municipio ubicado en el condado de Day en el estado estadounidense de Dakota del Sur. En el año 2010 tenía una población de 49 habitantes y una densidad poblacional de 0,53 personas por km².

## Geografía
El municipio de Butler se encuentra ubicado en las coordenadas 45°17′26″N 97°39′51″O / 45.29056, -97.66417. Según la Oficina del Censo de los Estados Unidos, el municipio tiene una superficie total de 92.16 km², de la cual 90,3 km² corresponden a tierra firme y (2,02 %) 1,86 km² es agua.

## Demografía
Según el censo de 2010, había 49 personas residiendo en el municipio de Butler. La densidad de población era de 0,53 hab./km². De los 49 habitantes, el municipio de Butler estaba compuesto por el 93,88 % blancos, el 4,08 % eran asiáticos y el 2,04 % eran de una mezcla de razas. Del total de la población el 0 % eran hispanos o latinos de cualquier raza.